# Jinnapur, Devadurga
Jinnapur là một làng thuộc tehsil Devadurga, huyện Raichur, bang Karnataka, Ấn Độ.